# Monacos Grand Prix 1991
Monacos Grand Prix 1991 var det fjärde av 16 lopp ingående i formel 1-VM 1991.

## Resultat
1. Ayrton Senna, McLaren-Honda, 10 poäng
2. Nigel Mansell, Williams-Renault, 6
3. Jean Alesi, Ferrari, 4
4. Roberto Moreno, Benetton-Ford, 3
5. Alain Prost, Ferrari, 2
6. Emanuele Pirro, BMS Scuderia Italia (Dallara-Judd), 1
7. Thierry Boutsen, Ligier-Lamborghini
8. Bertrand Gachot, Jordan-Ford
9. Eric Bernard, Larrousse (Lola-Ford)
10. Érik Comas, Ligier-Lamborghini
11. JJ Lehto, BMS Scuderia Italia (Dallara-Judd)
12. Pierluigi Martini, Minardi-Ferrari

### Förare som bröt loppet
- Mika Häkkinen, Lotus-Judd (varv 64, oljeläcka)
- Gianni Morbidelli, Minardi-Ferrari ( 49, växellåda)
- Mauricio Gugelmin, Leyton House-Ilmor (43, gasspjäll)
- Stefano Modena, Tyrrell-Honda (42, motor)
- Riccardo Patrese, Williams-Renault (42, snurrade av)
- Mark Blundell, Brabham-Yamaha (41, snurrade av)
- Michele Alboreto, Footwork-Porsche (39, motor)
- Satoru Nakajima, Tyrrell-Honda (35, snurrade av)
- Aguri Suzuki, Larrousse (Lola-Ford) (24, snurrade av)
- Andrea de Cesaris, Jordan-Ford (21, gasspjäll)
- Ivan Capelli, Leyton House-Ilmor (12, bromsar)
- Gabriele Tarquini, AGS-Ford (9, växellåda)
- Gerhard Berger, McLaren-Honda (9, snurrade av)
- Nelson Piquet, Benetton-Ford (0, upphängning)

### Förare som ej kvalificerade sig
- Julian Bailey, Lotus-Judd
- Fabrizio Barbazza, AGS-Ford
- Alex Caffi, Footwork-Porsche
- Martin Brundle, Brabham-Yamaha

### Förare som ej förkvalificerade sig
- Nicola Larini, Lambo-Lamborghini
- Eric van de Poele, Lambo-Lamborghini
- Pedro Matos Chaves, Coloni-Ford
- Olivier Grouillard, Fondmetal-Ford

## VM-ställning
| Förarmästerskapet 1. Ayrton Senna, McLaren-Honda, 40 2. Alain Prost, Ferrari, 11 3. Gerhard Berger, McLaren-Honda, 10 | Konstruktörsmästerskapet 1. McLaren-Honda, 50 2. Ferrari, 16 3. Williams-Renault, 12 |